# Колосовський Володимир Васильович
Володимир Васильович Колосовський (6 березня 1884–1944) — український розвідник. Начальник розвідувального відділу Генерального Штабу Збройних сил Української Держави та Армії УНР.

## Життєпис
Народився 6 березня 1884 року. Закінчив Другу Київську гімназію. 
У 1906 році закінчив Михайлівське артилерійське училище, після чого служив у 4-му стрілецькому артилерійському дивізіоні (Одеса). У 1913 році закінчив Імператорську Миколаївську військову академію за 1-м розрядом. 
Брав участь у Першій світовій війні. Служив помічником начальника оперативної частини штабу Південно-Західного фронту.
Після проголошення Української Держави і реорганізації у червні 1918 року Генерального штабу Збройних сил УНР був призначений начальником розвідувального відділу. З 12 січня 1919 року він був військовим експертом делегації УНР на мирних переговорах у Парижі, а з травня 1919 року — військовим агентом УНР у Франції, Бельгії, Іспанії, Португалії з дислокацією у Парижі.
З 1920 року перебував в еміграції у Німеччині, редагував журнал «Война и Мир».
З 1929 року — входив до складу військового штабу Проводу українських націоналістів.
У 1944 році помер.

## Розвідувальна діяльність
У сфері розвідки під керівництвом Володимира Колосовського здійснювалася аналітична обробка розвідувальної інформації, відбулося розмежування функцій між воєнною розвідкою та військовою дипломатією, розроблялися плани активізації роботи шляхом створення закордонних резидентур, які мали поєднувати збір інформації з акціями політико-пропагандистського впливу та іншими заходами в інтересах України.

## Нагороди[4]
Орден Святого Станіслава 3 ступеня (08.05.1913)
Орден Святої Анни 3 ступеня (ВП 12.03.1915)
Орден Святої Анни 4 ступеня (ВП 29.03.1915)
Орден Святого Станіслава 2 ступеня (ВП 25.06.1915)